# Gonzalo Plata
Gonzalo Jordy Plata Jiménez (ur. 1 listopada 2000 w Guayaquil) – ekwadorski piłkarz występujący na pozycji skrzydłowego, reprezentant Ekwadoru, od 2024 roku zawodnik brazylijskiego Flamengo.
Zdobywca Brązowej Piłki dla trzeciego najlepszego piłkarza Mistrzostwa Świata U-20 2019 (po Lee Kang-inie i Serhiju Bułece).